# うらら花高坂

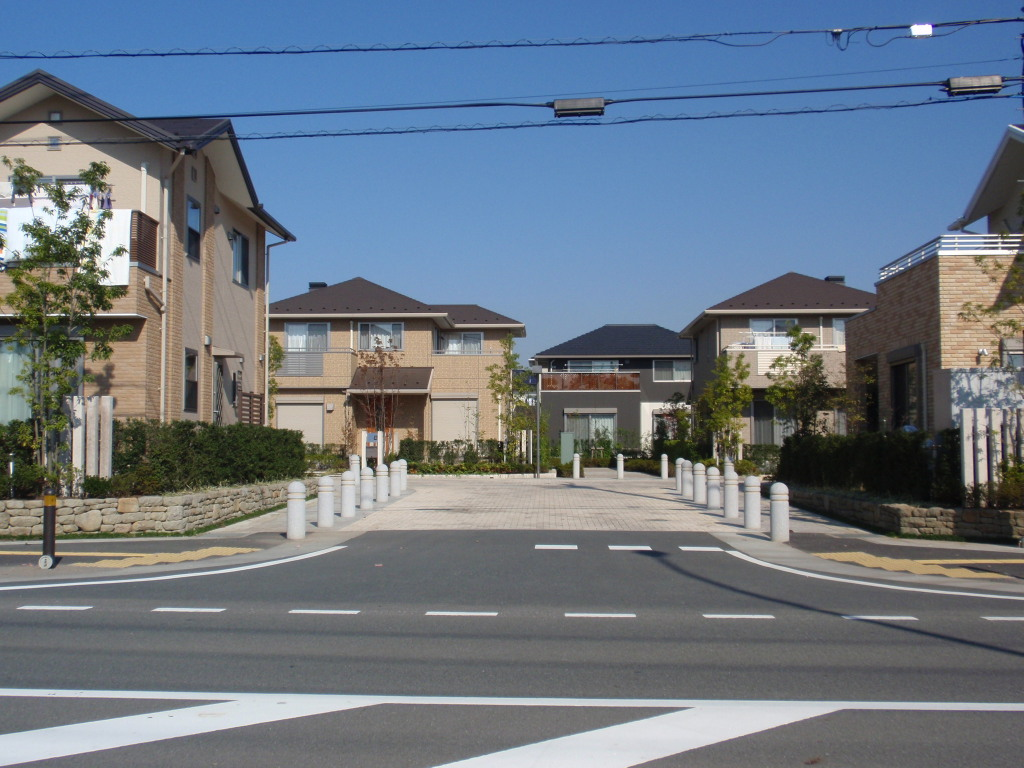
リファージュ高坂

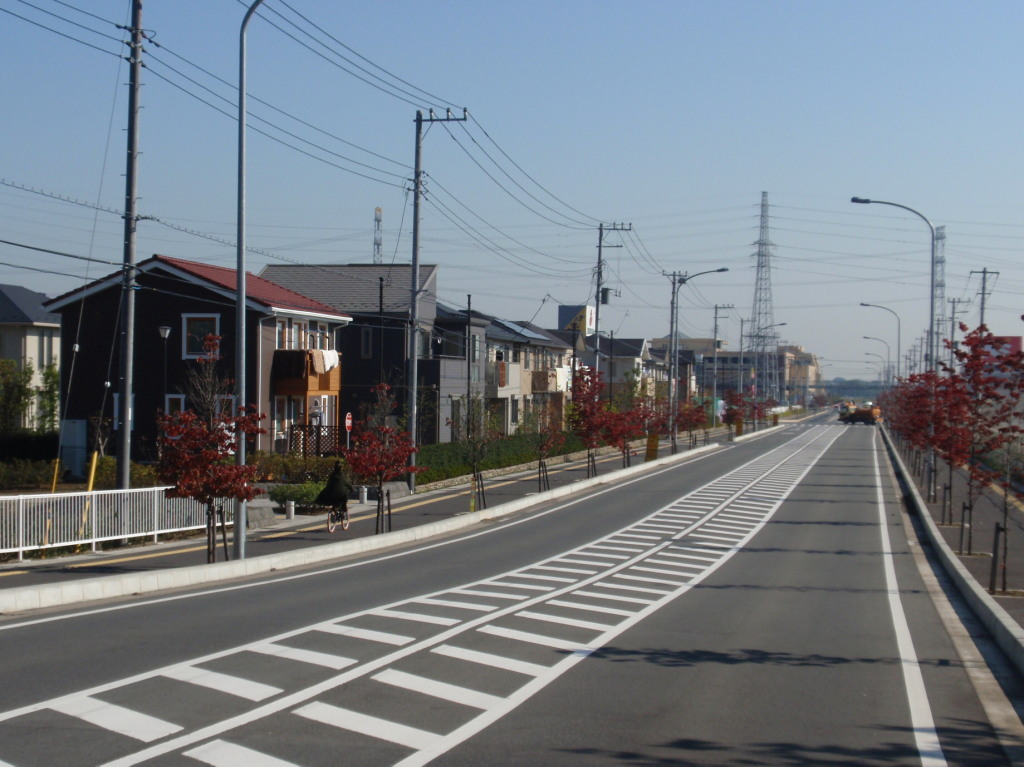
地域内を通過してピオニウォーク東松山へ伸びる高坂駅東口通り線

うらら花高坂（うららかたかさか）は、埼玉県東松山市南部に所在するニュータウン。むさし緑園都市高坂駅東口第二地区の愛称である。むさし緑園都市では最後に開発された戸建土地分譲・商業分譲地区で、大型ショッピングモール「ピオニウォーク東松山」をはじめ、大型ロードサイド店舗が地区面積の半分以上を占めるなど、商業地区を中心とした街づくりとなっている。

## 概要
東松山都市計画事業高坂駅東口第二特定土地区画整理事業として都市再生機構が開発主体となり、高坂駅から東へ最短500m、国道407号東松山バイパスが中央に縦貫し、それに接続する高坂駅東口通りと埼玉県道212号岩殿観音南戸守線が交差する地域に広がる、計画人口約6,000人、施行面積59.9haの開発地域として整備された。
- 事業名称：東松山都市計画事業 高坂駅東口第二地区特定土地区画整理事業
- 地区面積：約59.9ha
- 事業年度：2001年度（平成13年度）- 2003年度（平成25年度）

なお、高坂駅東口周辺では「高坂駅東口第一地区土地区画整理事業」（東松山市施行／地区面積70.8ha／計画人口7,100人）が行われており、両方を合わせると面積130.7ha、計画人口13,100人となる。

## 区域
- 〒355-0048　埼玉県東松山市あずま町1丁目、2丁目、3丁目、4丁目

## 歴史
- 2001年：事業開始。
- 2007年3月25日：都市計画道路野本高坂線（国道407号東松山バイパス）開通。
- 2008年4月4日：都市計画道路高坂駅前通線（市道58号線）開通。
- 2009年8月22日：「リファージュ高坂」街区街びらき。
- 2009年12月：街の愛称を「うらら花高坂」に決定。
- 2010年3月19日：ピオニウォーク東松山がオープン。
- 2010年4月11日：うらら花高坂街びらき。「うらら花高坂誕生祭」開催。
- 2011年3月31日：ファッションセンターしまむら Avail 高坂ファッションモールがオープン[1]。
- 2011年5月：「ピオニシティ高坂」街区街びらき。
- 2011年9月15日：セキチュー東松山高坂店がオープン。
- 2011年11月25日：換地処分公告。町名が「あずま町」となる。

## 主な施設

### 街区
- リファージュ高坂

住宅生産振興財団がコーディネートした国内大手住宅会社8社による共同分譲街区で、2009年8月22日に街びらきが行われた。
- ピオニシティ高坂

リファージュ高坂とピオニウォーク東松山間のエリアに、大手住宅会社により、『リファージュ高坂』同様この地域として大掛かりな共同分譲が2011年5月以降に開始された。
- うらら花高坂グリーンタウン

### 商業施設

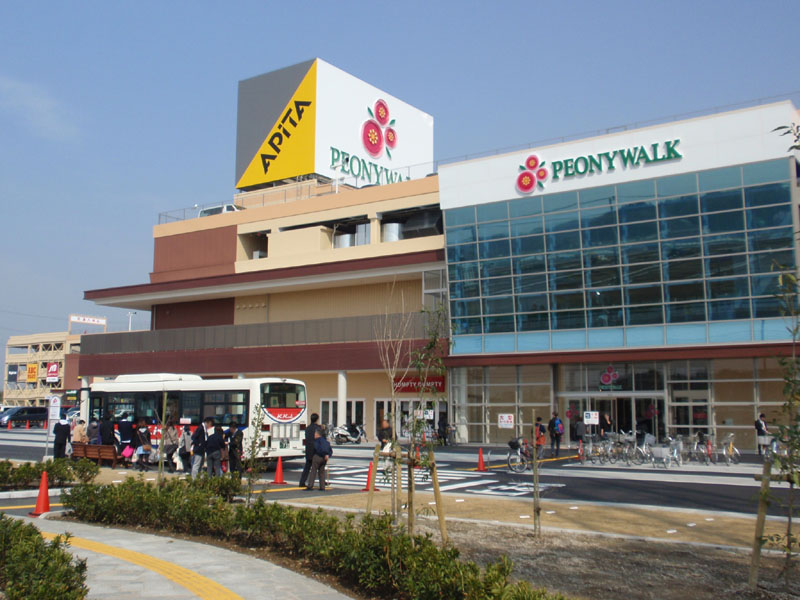
ピオニウォーク東松山

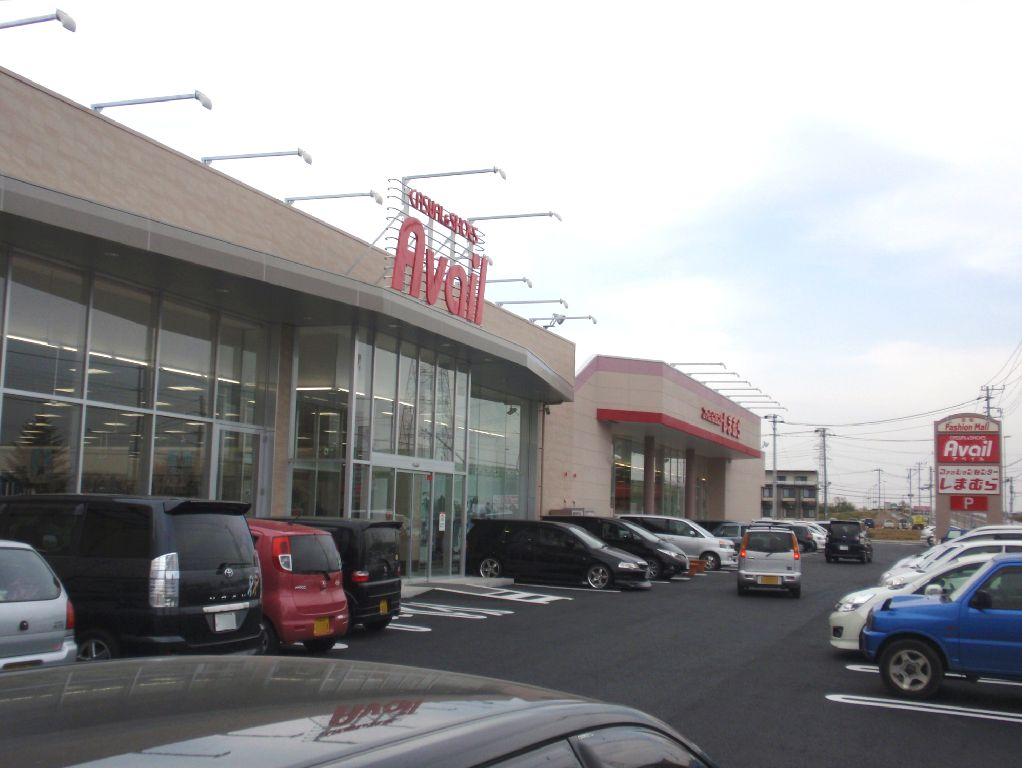
高坂ファッションモール

- ピオニウォーク東松山（大型ショッピングモール）
- ライフガーデン東松山（ネイバーフッド型ショッピングセンター）
- 高坂ファッションモール（ファッションセンターしまむら、アベイルの複合店舗）
- セキチュー 東松山高坂店（マミープラス、ニトリがテナント出店）
- カインズ 東松山高坂店
- 西松屋
- マクドナルド
- ファミリーマート
- サンアイホーム東松山ショールーム
- みかえりびじん
- セキ薬品
- キャスティング
- セントラルスポーツ

### 医療機関
- ピオニー歯科医院
- 松崎歯科医院

### 公園
- 折元山公園
- 七清水せせらぎ公園（高坂駅東口第二地区2号街区公園、高坂駅東口第二地区3号緑地）
- 川風公園（高坂駅東口第二地区1号街区公園）
- 川風の散歩道（高坂駅東口第二地区1号緑地、高坂駅東口第二地区4号緑地）
- 高坂うらら花公園（高坂駅東口第二地区30街区公園）

## 周辺
- 高坂駅
- 高坂駅前交番
- 高坂郵便局
- セイムス東松山高坂店
- セブン-イレブン高坂駅東口店
- 東松山市立高坂小学校
- 東松山市立野本小学校
- 高済寺（高坂館跡）
- 都幾川リバーサイドパーク
- 新東松山橋
- 東松山橋
- マミーマート マミープラス高坂店
- クリエイトSD東松山高坂店

## 交通

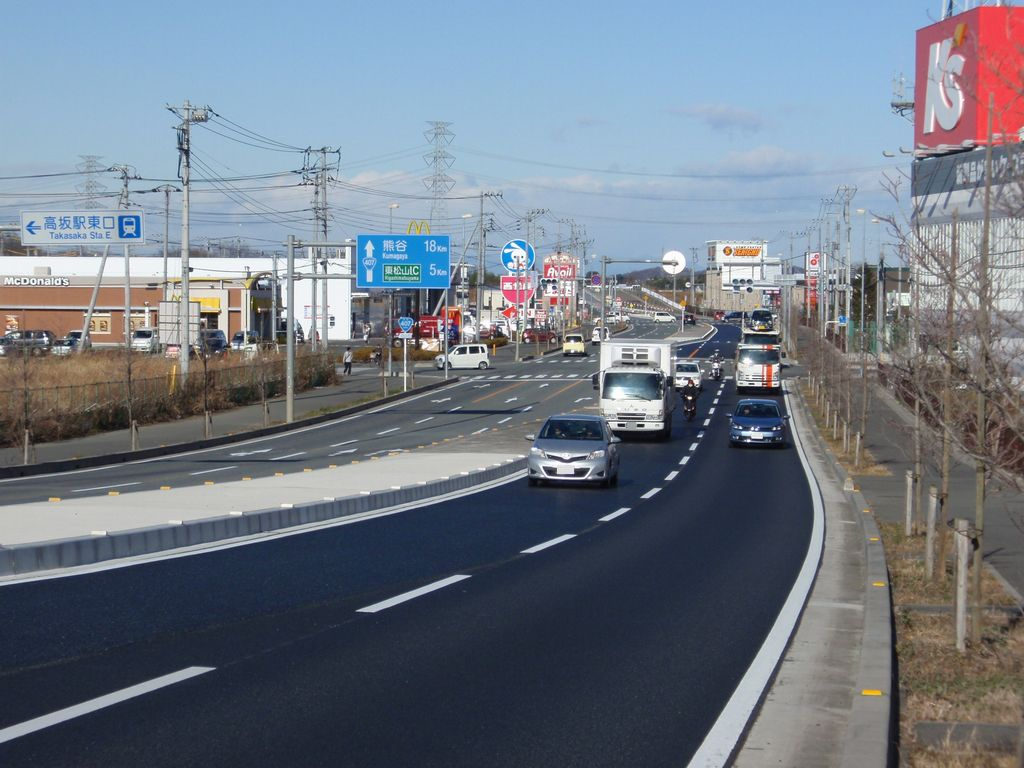
地域内の国道407号

### 鉄道
- 東武鉄道
  - 東上線「高坂駅」東約0.5km～1.5km

### バス
- 川越観光バス
  - TA21系統：高坂駅東口 - 高坂郵便局 - ピオニウォーク東松山

### 道路
- 国道407号東松山バイパス
- 関越自動車道
  - 東松山インターチェンジから国道254号川越方面→国道407号坂戸方面（約5km）
  - 鶴ヶ島インターチェンジから国道407号坂戸、東松山方面（約6km）
- 首都圏中央連絡自動車道（圏央道）
  - 川島インターチェンジから国道254号東松山方面（最短約6km）